# Chico Ferramenta
Francisco Carlos Delfino, mais conhecido como Chico Ferramenta (Bom Despacho, 8 de janeiro de 1959 – Ipatinga, 4 de julho de 2023), foi um sindicalista e político brasileiro.
Foi líder sindical dos empregados da siderúrgica Usiminas, deputado estadual mais votado de Minas Gerais em 1986, pelo Partido dos Trabalhadores e prefeito do município mineiro de Ipatinga por três mandatos, em 1989–1992, 1997–2000 e 2001–2004 (sempre pelo PT). Foi também deputado federal mineiro em 1995–1996. Em 2006, foi candidato a deputado federal, mas não foi eleito. Até sua morte foi casado com a também ex-prefeita de Ipatinga Cecília Ferramenta.

## Ascensão política
Sua trajetória política começou quando montou uma chapa de oposição no sindicato dos metalúrgicos do Ipatinga. Por este ato, ele, seus companheiros de chapa e alguns dos funcionários simpatizantes foram demitidos pela Usiminas. Filiando-se ao PT e mantendo relação estreita com o então presidente do partido, Lula, Ferramenta alcançou prestígio e tornou-se um dos principais líderes sindicais e políticos de Minas, numa região onde foram instaladas não só a Usiminas mas diversas outras grandes indústrias como a Cenibra, Acesita, Usimec e Belgo-Mineira.
Após ser o segundo deputado estadual mais votado do estado nas eleições de 1986, foi eleito em 1988 para seu primeiro mandato como prefeito de Ipatinga, vitória muito festejada por grande parte da população, principalmente a que estava ligada aos movimentos populares, porque interrompeu de vez com o revezamento de dois políticos tradicionais na cadeira de prefeito: Jamill Selim de Sales e João Lamego Netto.
Os resultados da primeira gestão de Ferramenta foram tão contundentes que ele conseguiu eleger seu vice, João Magno, como sucessor e logo depois, foi novamente eleito para a prefeitura. Sua saga política não termina aí: em 2000 é reeleito prefeito.

## Desaparecimento e preocupação nacional
Chico Ferramenta, então prefeito de Ipatinga, desapareceu em 2003 sem dar notícias. Temia-se que ele tivesse sido assassinado como Celso Daniel e Toninho do PT. Posteriormente, ele foi encontrado bem em um hotel.

## Eleição anulada
Chico Ferramenta venceu o candidato Sebastião Quintão, que tentava a reeleição, nas eleições de 2008. Na data de sua diplomação, no entanto, Ferramenta foi impedido de tomar posse, porque a justiça eleitoral entendeu que havia irregularidades em sua candidatura.
Poucos dias depois, o próprio Quintão também seria afastado da prefeitura por ação do judiciário, em virtude de abuso do poder econômico em sua gestão anterior. A sequência de afastamentos fez com que a prefeitura tivesse que ser assumida pelo então presidente da Câmara dos Vereadores Robson Gomes.

## Saúde e morte
As aparições públicas do ex-prefeito se tornaram bastante esporádicas devido à saúde cada vez mais debilitada. Em um desses raros momentos, de cadeira de rodas, subiu no palanque do então candidato à presidência pelo PT Luiz Inácio Lula da Silva, durante a passagem de sua campanha eleitoral por Ipatinga, em 23 de setembro de 2022.
Em março de 2023, Chico Ferramenta foi internado no Hospital Municipal Eliane Martins sob complicações de uma pneumonia, atingindo um estado grave de saúde. Em 6 de abril, foi transferido para o Hospital Márcio Cunha. Permaneceu internado em UTI de 18 de março a 14 de abril, quando recebeu alta da terapia intensiva. Em 23 de maio, saiu do hospital. Voltou a ser internado de 5 a 19 de junho de 2023, quando pôde voltar para casa. Contudo, foi novamente internado no Hospital Márcio Cunha, acometido por pioras do padrão respiratório e da função renal, em 22 de junho, vindo a falecer às 12h04min de 4 de julho de 2023.
O presidente Luiz Inácio Lula da Silva lamentou a morte do ex-prefeito de Ipatinga nas redes sociais. O corpo foi velado no Ginásio Eli Amâncio, no Centro Esportivo e Cultural Sete de Outubro, obra construída em gestão do próprio Chico Ferramenta. Foi enterrado no Cemitério Parque Nossa Senhora da Paz, no bairro Veneza, no dia 5 de julho.